# ROC Leeuwenborgh
ROC Leeuwenborgh was een regionaal opleidingencentrum (ROC) voor middelbaar beroepsonderwijs en volwasseneneducatie in de regio Zuid-Limburg in de Nederlandse provincie Limburg. In 2019 is de school opgegaan in het VISTA college.
Het opleidingscentrum ontstond door een fusie van Sigma College (Maastricht), Stercollege (Maastricht), Walram College (Sittard) en ROV-Opleidingen (Sittard). Het college van bestuur was gevestigd in Maastricht en de onderwijslocaties in Maastricht-Scharn (Juliana van Stolberglaan), Maastricht Airport en Sittard.
ROC Leeuwenborgh bood dag-, avond- en parttime opleidingen en cursussen aan in de sectoren economie, educatie, sport (CIOS), handel, techniek, toerisme, uiterlijke verzorging, veiligheid en zorg & welzijn.
Op 1 augustus 2019 fuseerden Arcus College en ROC Leeuwenborgh onder de nieuwe naam VISTA college.